# Luleč (stacja kolejowa)
Luleč – stacja kolejowa w Luleč, w kraju południowomorawskim, w Czechach. Znajduje się na linii kolejowej Brno – Przerów, na wschód od Brna. Znajduje się na wysokości 285 m n.p.m.
Jest zarządzany przez Správę železnic. Na stacji znajdują się kasy biletowe, na których istnieje możliwość zakupu biletów na wszystkie pociągi w tym międzynarodowe oraz rezerwacji miejsc.

## Linie kolejowe
- 300 Brno - Přerov